# Marino Grimani (patriarca)
Marino Grimani (Venezia, 1488/1489 circa – Orvieto, 28 settembre 1546) è stato un cardinale e patriarca cattolico italiano, patriarca di Aquileia dal 19 gennaio 1517 al 1529 e poi successivamente dal 1533 al 1545.

## Biografia
Nipote del cardinale Domenico Grimani, nacque dalla nobile famiglia veneziana dei Grimani, terzo figlio di Gerolamo Grimani e di Elena Priuli.
Destinato alla carriera ecclesiastica, a meno di 20 anni (16 agosto 1508) fu nominato vescovo di Ceneda, ma non assunse l'incarico fino a che non raggiunse l'età canonica di 27 anni. Il 19 gennaio 1517 fu nominato patriarca di Aquileia ed occupò la sede fino al 16 aprile 1529. In tale veste il 12 novembre 1524 emanò delle costituzioni per la riforma della vita del clero.
Nel 1524 Leonardo Agricola, notaio di Udine, andò dal Imperatore ad Augusta come ambasciatore del patriarca per trattare sul tranquillo possesso del dominio feudale di Aquileia. Fu nominato cardinale presbitero nel concistoro del 3 maggio 1527 e il 7 febbraio successivo ricevette la berretta cardinalizia e il titolo dei Santi Vitale, Valeria, Gervasio e Protasio. Correva voce che avesse ottenuto la porpora cardinalizia per simonia dietro esborso di 30.000 ducati.
Nel 1533 ebbe la sede vescovile di Concordia come commenda, essendo lui cardinale e patriarca di Aquileia, e la tenne fino al settembre 1537, ma fin dall'anno precedente aveva ottenuto che la Chiesa concordiese venisse assegnata al proprio nipote Pietro Querini.
Il 23 gennaio 1545 lasciò nuovamente la carica di patriarca di Aquileia per assumere il 23 marzo dello stesso anno il titolo di patriarca latino di Costantinopoli, che mantenne fino alla morte.
Morì il 28 settembre 1546 mentre si trovava ad Orvieto e fu temporaneamente sepolto nella cattedrale cittadina. Successivamente il corpo fu trasportato a Venezia e fu sepolto in San Francesco della Vigna, vicino alla tomba dello zio cardinale.